# Hi-Tech Ecomobility Rally

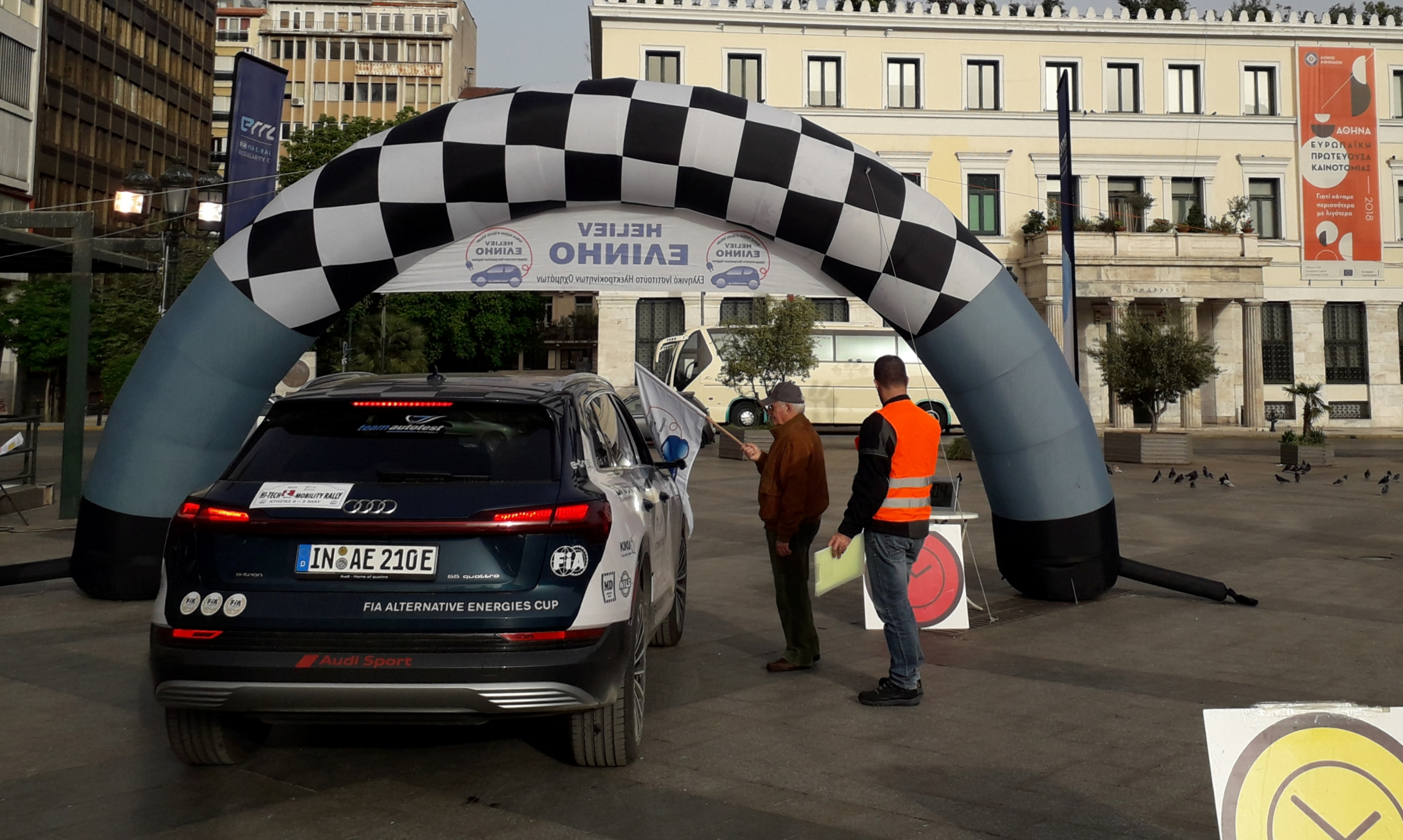
La Audi e-tron di Fuzzy Kofler e Francesca Olivoni durante l'edizione 2019 dell'Hi-Tech Ecomobility Rally ad Atene

L'Hi-Tech Ecomobility Rally è una competizione automobilistica organizzata dal 2007 in Grecia dall'Hellenic Institut of Electric Vehicles (HEL.I.E.V., in greco Ελληνικού Ινστιτούτου Ηλεκτροκίνητων Οχημάτων, ΕΛ.ΙΝ.Η.Ο.) per conto della Commissione energie alternative della Federazione Internazionale dell'Automobile.
La gara è stata inserita dal 2010 al 2016 nel calendario della FIA Alternative Energies Cup e nel 2018 e 2019 in quello della FIA E-Rally Regularity Cup.

## Albo d'oro recente

### FIA Alternative Energies Cup (2010-2016)
| Edizione | 1º posto                                                              | 2º posto                                               | 3º posto                                                      |
| -------- | --------------------------------------------------------------------- | ------------------------------------------------------ | ------------------------------------------------------------- |
| 2010     | Miltiadis Tsoskounouglu (pilota) Alexandros Tsoskounouglu (co-pilota) | Raymond Durand (pilota) Jean Caro (co-pilota)          | Constantinos Lambouras (pilota) Valter Filippakis (co-pilota) |
| 2010     | Toyota Prius                                                          | Toyota Prius                                           | Toyota Prius                                                  |
| 2011     | Massimo Liverani (pilota) Alessandro Talmelli (co-pilota)             | Jesús Echave (pilota) Juanan Delgado (co-pilota)       | Guido Guerrini (pilota) Emanuele Calchetti (co-pilota)        |
| 2011     | Fiat Croma                                                            | Toyota Prius                                           | Alfa Romeo Mito                                               |
| 2012     | Guido Guerrini (pilota) Emanuele Calchetti (co-pilota)                | Massimo Liverani (pilota) Fulvio Ciervo (co-pilota)    | Ioannis Kepetzis (pilota) Michalis Dafnomilis (co-pilota)     |
| 2012     | Alfa Romeo Mito                                                       | Fiat 500 Abarth                                        | Toyota Prius                                                  |
| 2013     | Massimo Liverani (pilota) Fulvio Ciervo (co-pilota)                   | Guido Guerrini (pilota) Emanuele Calchetti (co-pilota) | Elvis Georgiev (pilota) Elena Pisarska (co-pilota)            |
| 2013     | Abarth 500                                                            | Alfa Romeo Mito                                        | Infiniti M35                                                  |
| 2014     | Massimo Liverani (pilota) Fulvio Ciervo (co-pilota)                   | Guido Guerrini (pilota) Isabelle Barciulli (co-pilota) | Denis Negkas (pilota) Boycho Popov (co-pilota)                |
| 2014     | Abarth 500                                                            | Alfa Romeo Mito                                        | Toyota Prius                                                  |
| 2015     | Artur Prusak (pilota) Thierry Benchetrit (co-pilota)                  | Kalin Dedikov (pilota) Georgi Pavlov (co-pilota)       | Nicola Ventura (pilota) Guido Guerrini (co-pilota)            |
| 2015     | Toyota Prius                                                          | Great Wall C30                                         | Abarth 500                                                    |
| 2016     | Elvis Georgiev (pilota) Elena Georgieva (co-pilota)                   | Massimo Liverani (pilota) Fulvio Ciervo (co-pilota)    | Kalin Dedikov (pilota) Georgi Pavlov (co-pilota)              |
| 2016     | Infiniti Q50                                                          | Alfa Romeo Giulietta                                   | Great Wall C30                                                |

### FIA E-Rally Regularity Cup (2018-)
| Edizione | 1º posto                                                       | 2º posto                                           | 3º posto                                                      |
| -------- | -------------------------------------------------------------- | -------------------------------------------------- | ------------------------------------------------------------- |
| 2018     | Thomas Papapashos (pilota) Giannis Harpidis (co-pilota)        | Fuzzy Kofler (pilota) Franco Gaioni (co-pilota)    | Athanassios Tsioutras (pilota) Giannis Simeonidis (co-pilota) |
| 2018     | Volkswagen e-Golf                                              | Tesla S                                            | BMW i3                                                        |
| 2019     | Alexandre Stricher (pilota) Adrien da Cunha Belves (co-pilota) | D. Stavropoulos (pilota) G. Delaportas (co-pilota) | Didier Malga (pilota) Anne-Valérie Bonnel (co-pilota)         |
| 2019     | Volkswagen e-Golf                                              | Jaguar I-Pace                                      | Tesla Model 3                                                 |